# AMD Saxony

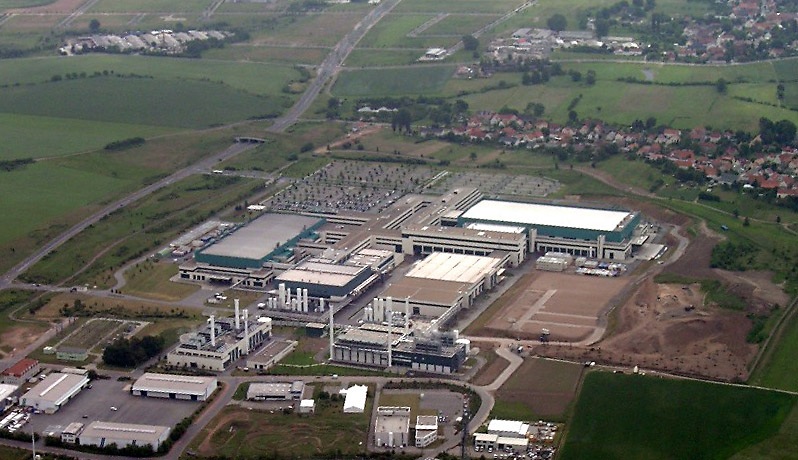
Luftbild der Chipfabrik (2005)

AMD Saxony bezeichnet das ehemalige Dresdner Unternehmen AMD Saxony LLC & Co. KG, in dem Prozessoren gefertigt wurden. Das Unternehmen befand sich in Wilschdorf im Stadtbezirk Klotzsche im Norden Dresdens, unweit des Flughafens.
AMD Saxony wurde 1996 als eine Tochterfirma von Advanced Micro Devices (AMD) gegründet. AMD investierte bis Ende 2007 etwa 6 Milliarden US-Dollar in den Dresdner Standort. Von 1997 bis 2009 leitete Hans-Raimund Deppe das Unternehmen. Im Jahr 2008 arbeiteten rund 2800 Mitarbeiter bei AMD Saxony. Letzter Geschäftsführer und General Manager von AMD Saxony war ab Februar 2009 Jim Doran. Im März 2009 wurde AMD Saxony als Teil der Abspaltung der Halbleiterfertigung von AMD in das neue Unternehmen Globalfoundries ausgelagert.

## Rechtsform
Das Unternehmen wurde als Kommanditgesellschaft gegründet, als deren Komplementär eine Limited Liability Company eingetragen ist. Eine Limited Liability Company ist eine Unternehmensform der Vereinigten Staaten und ähnelt sehr stark der deutschen GmbH. Die Konstellation ist also weitestgehend einer GmbH & Co. KG oder Limited & Co. KG gleichzusetzen.

## Fab 30
Von 1999 bis November 2007 fertigte AMD Saxony in Fab 30 CPUs auf 200-mm-Wafern. Die Produktion begann in 180-nm-Technologie und wurde im 4. Quartal 2002 auf 130-nm-Technologie sowie im August 2004 auf 90-nm-Technologie umgestellt. Fab 30 überführte regelmäßig zukunftsweisende Technologien in die Volumenfertigung und stärkte den Ruf von AMD als anerkannter Technologieführer. Die Zerlegung der Wafer, die Fertigung des CPU-Gehäuses und der Zusammenbau der Prozessoren erfolgte nicht in Dresden, sondern in Werken im asiatischen Raum. In den Jahren 2001 und 2002 wurde die Reinraumfläche erweitert. Nach dem Ende der Produktion im November 2007 begann die Konvertierung von Fab 30 in Fab 38, die 300-mm-Wafer prozessieren kann. Im Jahr 2008 trugen erste 300-mm-Anlagen in Fab 38 zur Produktion am Standort Dresden bei. Globalfoundries benannte Fab 38 in Fab1, Modul 2 um und führt die Produktion sowie den weiteren Ausbau fort.
Bund und Land förderten den Bau von Fab 30 mit etwa 800 Mio. DM an Subventionen und Zinszuschüssen. Der Informationsdienstleister Semiconductor International zeichnete Fab 30 im Jahr 2001 als Fab of the Year aus.
Der Bau wurde auf einer Fläche von 428.284 m² nach Plänen des Architekten Alfonso Mercurio als Stahlbetonkonstruktion errichtet. Der erste Spatenstich erfolgte im Oktober 1996, im Mai 1998 begann die Ausrüstung des Reinraums und im Oktober 1999 fand die Eröffnung der Fab statt. Bauherr war Advanced Micro Devices (AMD).
Der Hauptbau ist das rechteckige Fertigungsgebäude. Bemerkenswert ist der halbrunde Vorbau im Eingangsbereich im Bauhausstil, wobei die Fassade von „großflächigen Hell-Dunkel-Kontrasten von Wand und Öffnungen“ gegliedert wird. Vorbild dafür war das AMD-Werk Fab 25 in Austin/Texas, ebenfalls nach Plänen von Alfonso Mercurio.

## Fab 36
Die zweite Großinvestition von AMD in Dresden baute auf dem Erfolg von Fab 30 auf. Ende 2003 wurde der Grundstein für Fab 36, AMDs erstem Werk für 300-mm-Wafer, gelegt. Die Ausrüstung des 14.000 m² großen Reinraums begann im Dezember 2004. Im Oktober 2005 nahm die hoch automatisierte Halbleiterfabrik die Fertigung von Mikroprozessoren in 90-nm-Technologie auf. Die Umstellung der Produktion auf die nächstkleinere Strukturgröße 65 nm erfolgte von Dezember 2006 bis zum 4. Quartal 2007. Zuletzt wurde in der Fab 36 in 65-nm- und 45-nm-Technologie gefertigt. Globalfoundries nannte Fab 36 im März 2009 in Fab1, Modul 1 um und führte die Produktion weiter.
Die Investitionskosten für Fab 36 wurden zum Zeitpunkt der Eröffnung auf 2,5 Milliarden US-Dollar geschätzt. Der Bund und das Land Sachsen steuerten rund 660 Mio. US-Dollar als Subventionen bei.
Im Gegensatz zur Fab 30 gehörte die Fab 36 nicht zur AMD Saxony LLC & Co. KG, sondern zu der separaten AMD Fab 36 LLC.

## Entwicklung in Dresden
Neben den beiden Fabriken betrieb AMD in Dresden das europäische Zentrum für Produktentwicklung, genannt Dresden Design Center, und das Kompetenzzentrum für die Anpassung moderner Betriebssysteme an AMD-Mikroprozessoren, genannt Operating System Research Center.

## Ausgliederung
Am 8. September 2008 erklärte AMD-CEO Dirk Meyer gegenüber dem US-Wirtschaftsmagazin Fortune, dass sich AMD „weg von einem durch Fabs gefesselten hin zu einem weniger auf Fabs konzentrierten Modell entwickeln werde“. Damit war die wirtschaftliche Abtrennung der Fertigungsanlagen auf dem Wege. Am 7. Oktober 2008 gab AMD schließlich bekannt, seine Fabriken in eine zusammen mit der Investmentfirma Advanced Technology Investment Company (ATIC) aus Abu Dhabi betriebene Foundry mit dem vorläufigen Namen The Foundry Company auszugliedern. Damit war AMD Saxony keine direkte Tochterfirma der Advanced Micro Devices Inc. mehr.
Im März 2009 wurde der offizielle Name der neu ausgegründeten Firmensparte bekanntgegeben: Globalfoundries, die zunächst zu knapp zwei Dritteln dem Emirat Abu Dhabi gehörte und im Oktober 2021 an die Börse ging.
Mit der Gründung von Globalfoundries wurden AMD Fab 36 und AMD Saxony zunächst Tochterfirmen von Globalfoundries und später in Globalfoundries Dresden Module One LLC & Co. KG beziehungsweise Globalfoundries Dresden Module Two LLC & Co. KG umfirmiert. In Dresden verblieb nur das Operating System Research Center bei AMD, welches Ende 2012 ebenfalls geschlossen wurde.

## Clustering
Das Unternehmen war an der Advanced Mask Technology Center GmbH & Co. KG (AMTC), einem Joint-Venture mit Qimonda und Toppan Photomasks, beteiligt. Neben dem AMTC bemühte sich AMD über den Branchenverband „Silicon Saxony“ regionale Synergien zu schaffen. Zusammen mit Qimonda und der Fraunhofer-Gesellschaft betrieb AMD das Fraunhofer-Center Nanoelektronische Technologien (CNT) am Standort von Qimonda Dresden.